# Hulspil
Hulspil (også kaldet Match Play) er en grundtype af spil inden for golfsporten. Hver spiller i matchen tæller det antal slag, vedkommende har brugt på det enkelte hul, sammen. Den, der har brugt færrest på et hul, vinder hullet. Den, der har vundet flest huller, når spillet er slut, vinder matchen. 
Den største hulspilsturnering WGC–Accenture Match Play Championship, der blev spillet første gang i 1999. De 64 bedste professionelle spillere ifølge verdensranglisten mødes til denne turnering, der spilles i januar eller februar i USA, for at finde den bedste hulspilsspiller blandt dem.